# Estado Soberano de la Orden Bektashí
El Estado Soberano de la Orden Bektashí (en albanés: Shteti Sovran i Urdhrit Bektashi) es un micro-Estado y ciudad-Estado propuesto, cuyo territorio sería un enclave de la ciudad de Tirana, en Albania. Es más pequeño que la  Ciudad del Vaticano, por lo que se convertiría en la nación con el área terrestre más pequeña del mundo, con una superficie total de 0.11 kilómetros cuadrados. Los planes para la creación del estado han sido discutidos por el primer ministro albanés, Edi Rama, y apoyados por el líder de la cofradía Bektashi, Baba Mondi, quien ha señalado que se revelarán más detalles sobre la creación del estado en el futuro cercano. Siguiendo el modelo del Vaticano, el estado propuesto otorgaría la ciudadanía exclusivamente a los clérigos Bektashi y a los funcionarios del gobierno.
Actualmente, expertos legales están redactando la legislación para crear el nuevo estado dentro de Albania. Dicha legislación necesitará la aprobación del Parlamento albanés.

## Historia

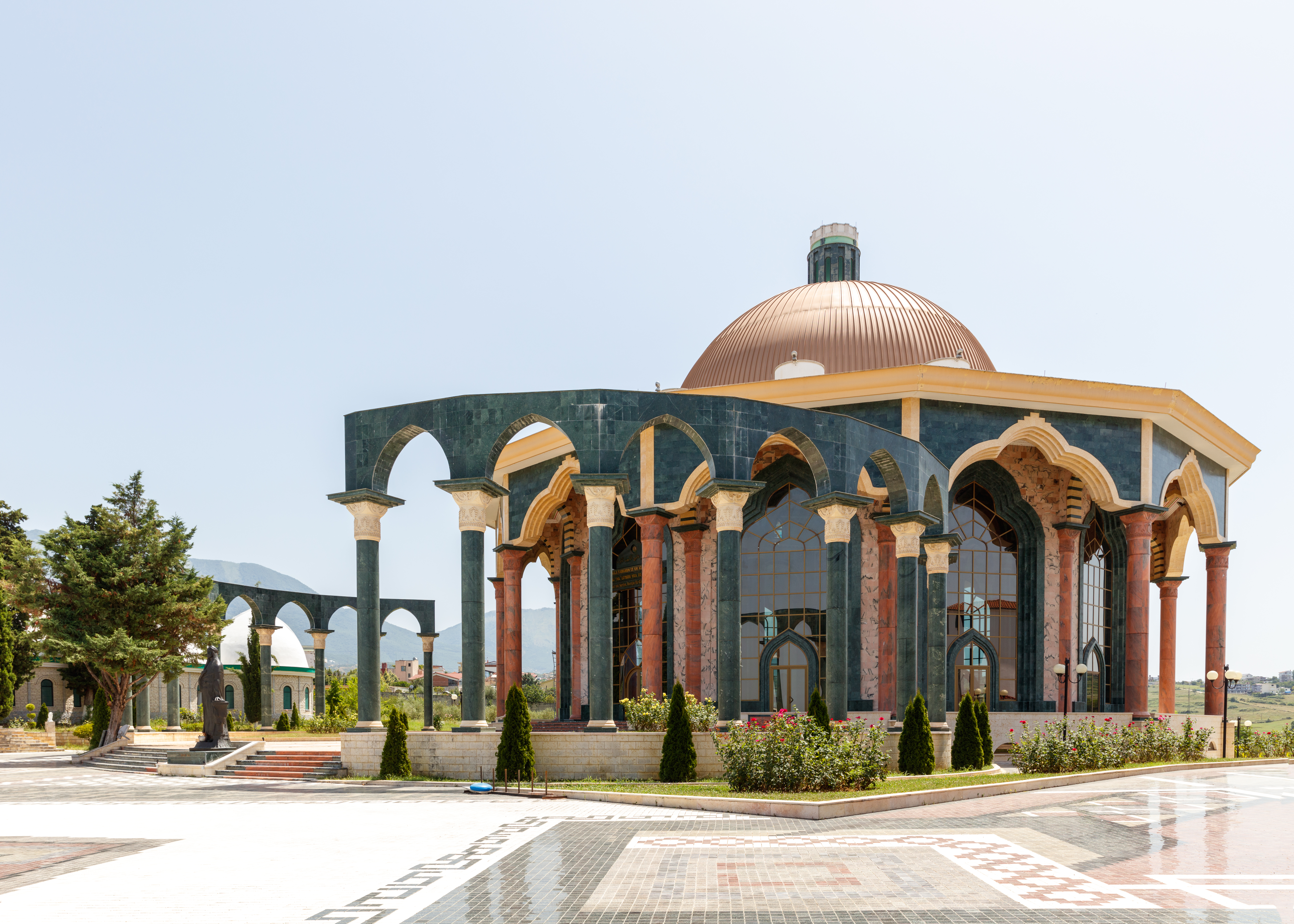
Sede Mundial de la Orden Bektashí, lugar donde se planea ubicar el país.

La Orden Bektashí es una orden mística sufí chiita islámica que se originó en el Imperio otomano en el siglo XIII. Los orígenes de la comunidad apuntan hacia los Kızılbaş y el Alevismo. A medida que los jenízaros se convirtieron en una fuerza dominante en la política otomana, adoptaron el bektashismo como la religión del cuerpo, mientras que el sunnismo hanafita dominaba el millet musulmán. Los bektashíes han enfrentado persecución por parte de chiitas y sunitas conservadores, quienes los consideran herejes en lugar de Gente del Libro. En 1826, el sultán Mahmut II abolió a los jenízaros y posteriormente emitió una fatwa prohibiendo la Orden Bektashí. Los reformadores del Tanzimat se negaron a considerar otorgar a los alevíes o bektashíes su propio millet. Los alevíes y bektashis continuaron practicando su religión sin sanción estatal y con hostigamiento por parte de las autoridades. Muchos se refugiaron en regiones rurales con un control gubernamental mínimo, como las tierras altas de Anatolia Oriental y Albania. Tras la disolución del Imperio Otomano y la formación de la República de Turquía, el presidente Mustafa Kemal Atatürk cerró todos los tekkes, incluida la Orden Bektashí en 1925. Como resultado, el liderazgo Bektashí trasladó su sede de Turquía a Tirana.
La popularidad de la Orden Bektashí disminuyó bajo el liderazgo comunista albanés de Enver Hoxha, quien prohibió la religión en 1967. Bajo Hoxha, el gobierno construyó almacenes en porciones de terreno pertenecientes a la Sede Mundial de los Bektashí. Después de la caída del comunismo en Albania, los bektashis perdieron más tierras cuando desarrolladores privados construyeron viviendas en los bordes de su propiedad sin permiso. En 2023, se estimaba que los bektashis constituían alrededor del 5% de la población de Albania. Las poblaciones bektashíes en Turquía son más difíciles de estimar debido a su confusión con la comunidad aleví, que representaba alrededor del 15 % de la población turca en 2006.
En 2024, el primer ministro albanés Edi Rama anunció planes para crear el Estado Soberano de la Orden Bektashí como un gesto de tolerancia religiosa y para promover visiones más positivas del islam en Albania y en el resto del mundo.

## Gobierno y reconocimiento
La creación del gobierno necesitará la aprobación del Parlamento albanés. También sería necesaria una enmienda a la Constitución de Albania, ya que el artículo 1, inciso 2 dice: "La República de Albania es un estado unitario e indivisible". Dos tercios de los legisladores tendrían que aprobar la enmienda.
Baba Mondi, el Dedebabate Bektashi, declaró que servirá como el líder del país en su rol de líder espiritual, mientras enfatizaba que el estado no mantendrá un ejército, guardias fronterizos ni tribunales. Se planea que el estado permita el consumo de alcohol y que las mujeres puedan vestirse como deseen, en contraste con las teocracias islámicas más conservadoras.
En una entrevista tras el anuncio, Baba Mondi afirmó que la ciudadanía en el nuevo estado estaría limitada a clérigos y a aquellos involucrados en la administración del estado, similar a cómo está estructurada la ciudadanía en el Vaticano. También expresó su creencia de que obtener el estatus soberano elevaría a la Orden Bektashi y mejoraría su capacidad para combatir las ideologías radicales que han afectado al mundo musulmán y a la comunidad internacional. El pasaporte será verde, un color profundamente simbólico en el islam.
Baba Mondi afirmó en una entrevista poco después del anuncio que muchos países, especialmente aquellos que enfrentan extremismo o tensiones religiosas, tienen un interés en respaldar movimientos religiosos pacíficos y moderados como la Orden Bektashi. Sugirió que países como Arabia Saudita, los Emiratos Árabes Unidos y Catar podrían ver valor en apoyar la tradición pacífica sufí chiita de la Orden para reforzar interpretaciones moderadas del islam. Además, sugirió que estados que enfrentan desafíos internos con el islam militante, como China, podrían alinearse con la Orden Bektashi como un medio para contrarrestar el extremismo sin fomentar divisiones. La Orden cree que, con el tiempo, la comunidad internacional reconocerá los beneficios de amplificar voces moderadas y verá al Estado Soberano de la Orden Bektashi como un valioso contribuyente a los esfuerzos globales que promueven la paz, la tolerancia y el diálogo.
El periodista albanés Arbër Hitaj y el experto en seguridad Illir Kulla han dicho que el estado planificado probablemente sería similar a la Orden de Malta. La Orden de Malta, una orden religiosa católica, es reconocida como una entidad soberana bajo el derecho internacional y entra en relaciones diplomáticas con estados soberanos, pero a diferencia de la Ciudad del Vaticano, no tiene territorio además de su sede y otros edificios que se consideran extraterritoriales.

## Oposición
Hay cierta oposición al estado propuesto. La organización Comunidad Musulmana de Albania calificó la iniciativa como "un precedente peligroso para el futuro del país" y criticó el hecho de que no se hubiera discutido con las comunidades religiosas antes de ser propuesta. Representantes de la Federación Alevi-Bektashi publicaron una declaración a través de la red azerí-turca en la que afirmaban que "el bektashismo y un estado religioso son conceptos incompatibles entre sí".
Los albaneses entrevistados por Euronews citaron preocupaciones económicas y el temor de que Albania se convierta en un "país islámico" como críticas sobre el estado Bektashi planificado. Además, los albaneses entrevistados por Balkan Insight caracterizaron el estado planificado como una distracción de los supuestos escándalos internos creados por Edi Rama en un intento de obtener una cobertura periodística favorable.
- Besnik Sinani, investigador del Centro de Teología Musulmana de la Universidad de Tubinga, dijo que la comparación con la Ciudad del Vaticano "no resiste el escrutinio histórico" y calificó la propuesta como "un caso sin precedentes de ingeniería religiosa contemporánea". Dijo además que creía que "alteraría los acuerdos históricos de la relación entre la religión y el Estado en Albania".[10]